# Werner Engewald
Werner Engewald (* 29. August 1937 in Glauchau) ist ein deutscher Chemiker (Analytische Chemie).
Engewald wurde 1968 an der Universität Leipzig promoviert (Experimentelle und HMO-theoretische Studien zur Reaktivität des Indolizins und einiger Stickstoff-Analoga) und habilitierte sich 1978. Er wurde dort 1979 Hochschuldozent, 1985 außerordentlicher und 1993 ordentlicher Professor und wurde 2002 emeritiert.
Er ist für Entwicklungen in der Gaschromatographie bekannt.
1979 erhielt er den Friedrich-Wöhler-Preis, 2002 die Martin Gold Medal der Chromatographic Society und 2009 die Clemens-Winkler-Medaille.

## Schriften
- Herausgeber der deutschen Ausgabe von Peter J. Baugh: Gaschromatographie – eine anwenderorientierte Darstellung, Vieweg 1997
- Herausgeber mit Katja Dettmer-Wilde: Practical Gas Chromatography: a comprehensive reference, Springer 2014
- Herausgeber mit anderen: Analytiker-Taschenbuch, Springer 2000